# Trịnh Bảo Thụy
Trịnh Bảo Thụy (tiếng Trung: 鄭保瑞, tiếng Anh: Cheang Pou-soi, Bob Cheng, Soi Cheang, sinh ngày 11 tháng 7 năm 1972) là một nam nhà làm phim người Hồng Kông gốc Ma Cao. Nổi tiếng qua những đóng góp của ông trong dòng phim hành động – hình sự – tội phạm, các bộ phim Motorway (2012), Răng khôn (2021), Mad Fate (2023), và Cửu Long Thành Trại: Vây thành (2024) đã giúp ông được đề cử bốn giải Kim Tượng cho Đạo diễn xuất sắc nhất, với việc ông giành được hạng mục này ở hai tác phẩm sau cùng. Những bộ phim của ông thường xuyên được đem đi trình chiếu tại các liên hoan phim quốc tế khác nhau.
Bên cạnh những bộ phim kể trên, Thụy còn tham gia làm đạo diễn cho bộ ba phần phim của Tây du ký, với phần sau do ông trực tiếp sản xuất. Một số bộ phim khác do ông sản xuất như Sát Phá Lang: Tham lang (2017) và I'm Livin' It (2019) đã giúp ông vinh dự hai lần được đề cử giải Kim Tượng cho Phim xuất sắc nhất, cũng như đề cử giải Kim Mã ở hạng mục tương tự cho bộ phim The Sunny Side of the Street (2022).